# Карлсгульд
Карлсгульд (нім. Karlshuld) — громада в Німеччині, розташована в землі Баварія. Підпорядковується адміністративному округу Верхня Баварія. Входить до складу району Нойбург-Шробенгаузен.
Площа — 29,09 км2. Населення становить 5968 ос. (станом на 31 грудня 2020).